# Juliaca carbuncula
Juliaca carbuncula är en insektsart som beskrevs av Gustav Breddin 1901. Juliaca carbuncula ingår i släktet Juliaca och familjen dvärgstritar. Inga underarter finns listade i Catalogue of Life.